# Fall Be Kind
Fall Be Kind to czwarte EP amerykańskiego zespołu Animal Collective, wydana 23 listopada 2009 roku przez Domino Records po dobrze ocenianym Merriweather Post Pavilion. W nagraniach nie brał udziału gitarzysta Deacon.
18 listopada wytwórnia przez pomyłkę wysłała zamówione egzemplarze do klientów, co spowodowało wyciek albumu do internetu. Fall Be Kind wydano tydzień wcześniej w Australii i Nowej Zelandii, gdzie zespół wtedy koncertował.

## Recenzje
Na stronie Metacritic Ep-ka otrzymała pozytywne recenzje, zdobywając 84 punkty na 100 możliwych, czyli nieco słabszy wynik niż „Merriwether Post Pavilion”.
Oceniając album na 8,9 w 10-stopniowej skali Pitchfork pisze, że „Skupienie i ogólne zainteresowanie Animal Collective w poszukiwaniu czegoś poza własnym poletkiem łatwo sprawia, że to, co robią, jest o wiele bardziej atrakcyjne”. „What Would I Want? Sky” otrzymało od serwisu perfekcyjną ocenę 10/10 i znalazło się na 11. miejscu 100. najlepszych utworów 2009 roku.

## Lista utworów
1. „Graze” (zawiera sampel z „Ardeleana (Zamfir Avec Zamfir)” Gheorghe Zamfira) – 5:22
2. „What Would I Want? Sky” (zawiera sampel z „Unbroken Chain” Grateful Dead) – 6:46
3. „Bleed” – 3:29
4. „On a Highway” – 4:36
5. „I Think I Can” – 7:10

## Personel
- Avey Tare
- Geologist
- Panda Bear
- Heather McIntosh – skrzypce na „Graze” and „Bleed”
- Ben Allen, Animal Collective – miksowanie
- Rob Carmichael – projekt i okładka
- Andy Marcinkowski, Aaron Ersoy – asystenci